# Frank Walter Messervy
Sir Frank Walter Messervy, britanski general, * 1893, † 1974
Messervy je bil načelnik generalštaba Pakistanske kopenske vojne med letoma 1947 in 1948.

## Odlikovanja
- red kopeli
- red zvezde Indije
- red britanskega imperija
- Vojaški križec